# Bring Me to Life (Thousand Foot Krutch)
Bring Me to Life è un singolo del gruppo musicale canadese Thousand Foot Krutch, pubblicato il 22 aprile 2009 come primo estratto dal sesto album in studio Welcome to the Masquerade.

## Formazione
- Trevor McNevan – voce
- Steve Augustine – batteria
- Joel Bruyere – basso
- Aaron Sprinkle – tastiere